# Froberville
Froberville – miejscowość i gmina we Francji, w regionie Normandia, w departamencie Sekwana Nadmorska.
Według danych na rok 1990 gminę zamieszkiwały 732 osoby, a gęstość zaludnienia wynosiła 124 osoby/km² (wśród 1421 gmin Górnej Normandii Froberville plasuje się na 326. miejscu pod względem liczby ludności, natomiast pod względem powierzchni na miejscu 617.).